# دوق أوسبورن
دوق أوسبورن (بالإنجليزية: Duke Osborn)‏ هو لاعب كرة قدم أمريكية أمريكي، ولد في 1 فبراير 1897 في بنسيلفانيا في الولايات المتحدة، وتوفي في 2 نوفمبر 1976.

## وصلات خارجية
- دوق أوسبورن على موقع مرجع كرة القدم المحترفة.كوم (الإنجليزية)